# هيكل قاعدي

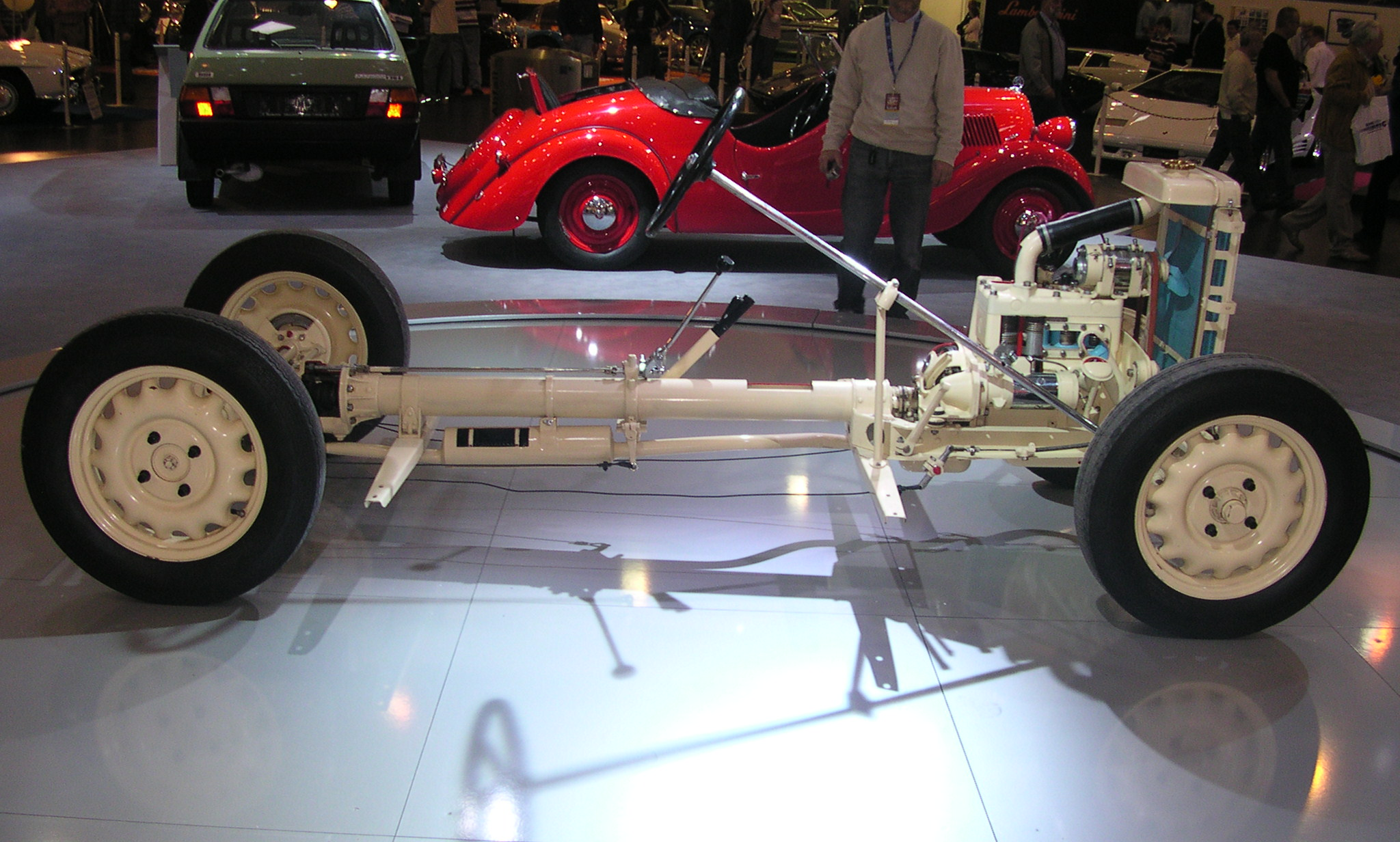
الهيكل القاعدي والمناول الترسي لسيارة من صنع «شكودا أوتو» من 1935م

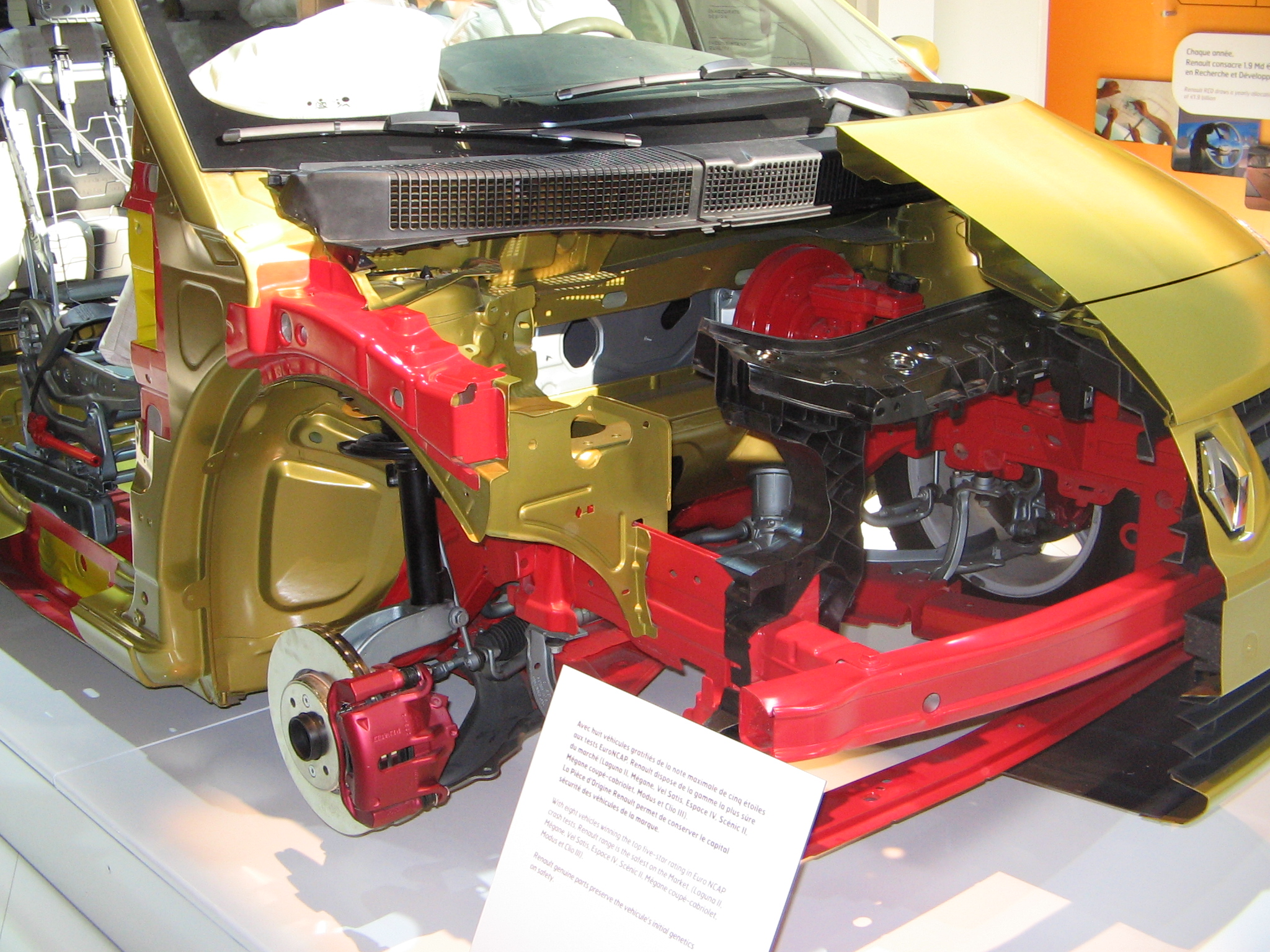
الهيكل القاعدي يشكل جزء من الهيكل الخارجي في سيارات طراز « رينو سينك » الحديثة

الهيكل القاعدي أو مجموعة التحريك أو الشاسيه (بالفرنسية Châssis، بالإنجليزية: Chassis) هو الهيكل الذي يضمن تماسك ومتانة السيارة. كان قديما يباع وحده مع المحرك ثم يتولى مختصون تصميم وصناعة هيكل السيارة الخارجي، ولكن في السيارات الحديثة أصبح الاثنان يرتبطان ارتباطًا وثيقًا فبات التفريق بينهم مبهمًا، لأن الهيكل كله يصمم كتلة واحدة الخارجي والقاعدي.